# د سان (روزنامه)
د سان (به انگلیسی: The Sun)، روزنامه نیم‌قطع است که توسط زیرمجموعه شرکت نیوز بریتانیا منتشر می‌شود. همچنین نسخه‌های خواهر این روزنامه در گلاسکو (د سان اسکاتلند) و دوبلین (د سان ایرلند) منتشر می‌شود.
د سان دهمین نشریه پر فروش جهان که تا اواخر سال ۲۰۱۳، پرفروش‌ترین نشریه نسبت به سایر نشریات دیگر در بریتانیا بود اما پس از آن جایش را به دیلی میل داد و در مقام دوم قرار گرفت. میانگین شمارگان این روزنامه در سپتامبر ۲۰۱۹، ۱٬۲۰۶٬۵۹۵ بود.
د سان متوسط تیراژ روزانه ۲٫۲ میلیون نسخه در مارس ۲۰۱۴ را داشته است درحالی‌که بین ژوئیه تا دسامبر ۲۰۱۳ متوسط خوانندگان این روزنامه ۵٫۵ میلیون نفر در روز بودند.
سان که به یک نشریه شایعه‌پرداز معروف است، شایعاتی مانند حواشی حادثه استادیوم فوتبال هیلزبورو، تهمت به التون جان در داشتن رابطه همجنسگرایانه با فاحشه‌های مرد، همجنسگرایی کریستین رونالدو، افشای مدارک کودک آزاری مایکل جکسون و امثال آن را در کارنامه خود دارد.